# 時の終わりの劇
『時の終わりの劇』（De temporum fine comoedia）は、カール・オルフが作曲した声楽、合唱と大編成の管弦楽のための作品。オルフの最後の劇作品で、「終末劇」と呼ばれている。

## 概要
オルフの終末劇は、1960年代には「アンティゴネ」から「縛られたプロメテウス」に至る古典ギリシャ劇を題材とした劇作品で最終的な形となり、その最後の劇作品である「時の終わりの劇」へ通じる途上の節目ともいえる。
「時の終わりの劇」は1960年から1971年の長期間にわたってスコアの基本的な部分は作曲された。
楽器の編成では打楽器による表現が支配的で、その中には日本の寺院の鐘や、その他多くの異国風の楽器が含まれており、これらの楽器は、オルフがオーバーバイエルンのアマー湖畔の自宅に収集したものである。
また弦楽器の中でも最も目立たない4台のヴィオーレが、第3部の最終場面で、オルゲルプンクトの上で4声からなる楽節を演奏されるが（これには中世のオルガヌムを思い出させる）、メロディはJ.S.バッハのコラール「汝の御座の前に今ぞ進み出で」から採られている。

## 初演について
1973年8月20日、ザルツブルク音楽祭にて。
世界初演は1973年の8月20日にザルツブルク音楽祭にて行われ、ヘルベルト・フォン・カラヤンの指揮とケルン放送交響楽団で行なわれた。また、1979年のミュンヘンでの演奏を前に、スコアとテクストに変更が加えられた。

### 舞台と演出
ギュンター・シュナイダー＝ジームセンによる舞台、アウグスト・エヴァーディングによる演出。

### 演奏
ヘルベルト・フォン・カラヤン指揮、ケルン放送交響楽団、ケルン室内合唱団、RIAS室内合唱団、テルツ少年合唱団

## 楽器編成
フルート6（全員ピッコロ持ち替え）、Ebクラリネット6（3人Bb持ち替え）、コントラファゴット1・ホルン6、トランペット8、トロンボーン6、チューバ1・打楽器10人、ハープ3、チェレスタ、ピアノ3、電子オルガン、教会オルガン、ヴィオーレ四重奏（アルタ、コントラアルタ、テノーレ、バッサ）、コントラバス8 
更にバンダとして予算削減のために予め楽器などで演奏されたテープが加えられるがアドリブの部分もある。その内訳はピッコロ、チューブラーベル、マリンバ、プネウマ、ソプラノとテノールの合唱、トランペット2、アンティックシンバル、ティンパノ（ティンパニー：一個）、ピアノ3、コントラバス3。
このスコアの初稿はピッコロ8、トランペット10、トロンボーン4、ピアノ2、オルガン、更に多数の打楽器群であった。

## 演奏時間
約60分。

## 構成
全3部の構成で、第1部と第2部は、世界の終末について古代ローマや初期キリスト教、オルフェウス教などのテキストをもとに予言などを通じた悲観的なイメージを声楽を中心に表現し、第3部では一転して器楽のみの合奏によって宇宙の霊化という概念を中心に置いている。
- 第1部 シビュラ
神をも畏れぬ悪魔の永遠の罰について予言する場面。シビュラは古代の巫女のことで、オルフは世界の終末の予言と救世主の登場についての14の本に書かれた、シビュラによる神託をもとにしている[4]。シビュラはソプラノ、メゾソプラノ、アルトから成っている。
- 第2部 隠者
ここでいう隠者とは、ギリシャ語で隠遁生活を送っていた世捨て人を意味している。テクストは、柔軟なギリシャ語と簡潔なラテン語が交互に用いられている。
- 第3部 その日
世界の終末が訪れる場面。グレゴリオ聖歌を思わせる「ディエス・イレ（怒りの日）」の旋律が歌われる。